# Eastleigh (Nairobi)

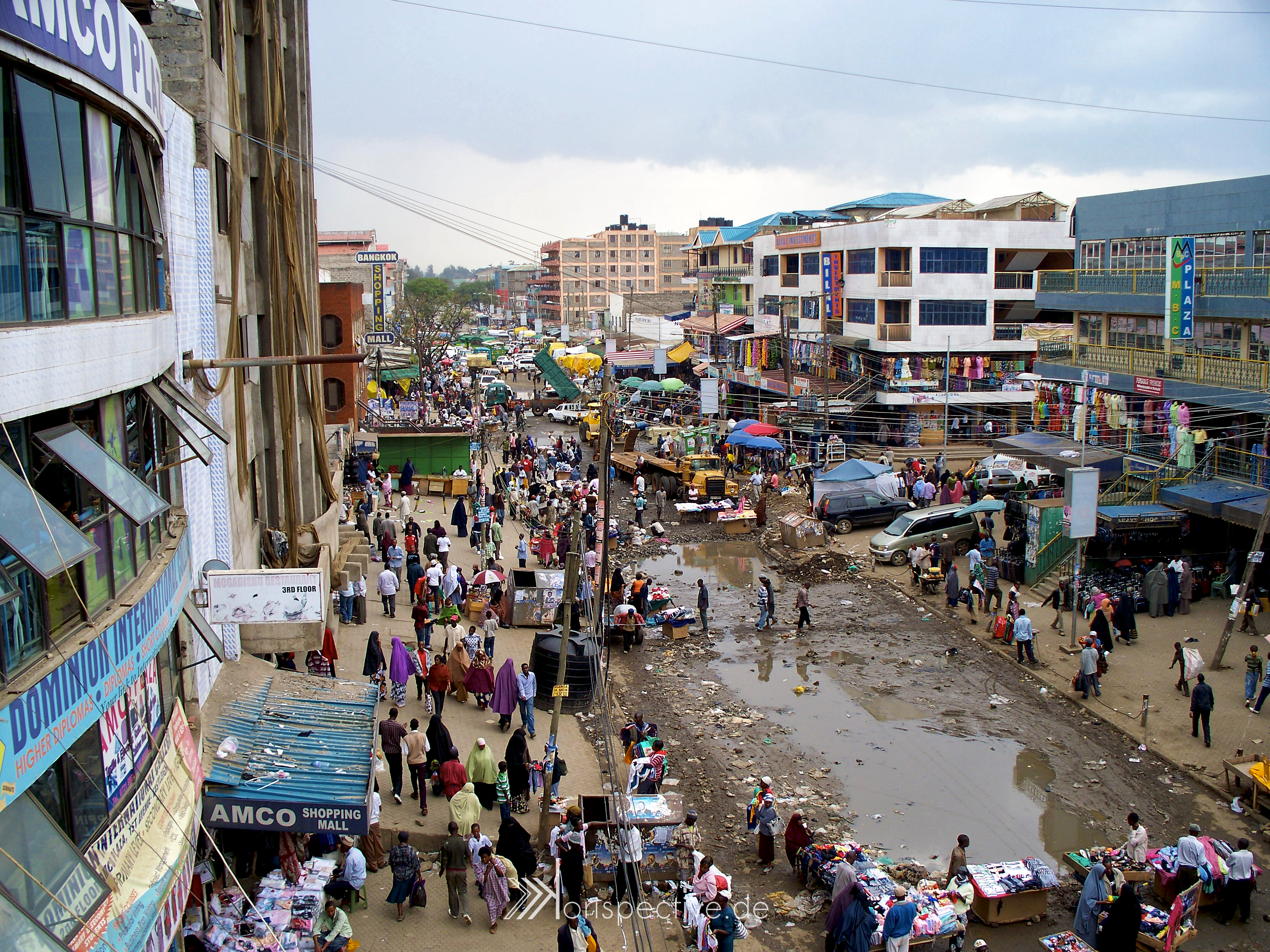
Garissa Market in Eastleigh

Eastleigh ist ein Stadtteil Nairobis in Kenia.
Eastleigh wird mehrheitlich von Somalis bewohnt und wird stark vom Handel geprägt. Das Viertel wird wegen des somalischen Bevölkerungsanteils als „Little Mogadischu“ bezeichnet. Die somalischen Händler gelten als die größten Zahler von Gewerbesteuern in Nairobi. Die Infrastruktur des Viertels ist weitgehend vernachlässigt. Im Norden Eastleighs liegt der Eastleigh Airport (Moi Air Base).